# Messon
Messon ist eine französische Gemeinde im Département Aube in der Region Grand Est.

## Geografie
Messon liegt rund 13 Kilometer westlich von Troyes im Süden der Champagne.

## Geschichte
Die Region war schon zur Keltenzeit besiedelt, wie archäologische Funde beweisen. In der Römerzeit verlief in der Nähe des Ortes eine Straße. Vom 10. bis in das 13. Jahrhundert gehörte Messon zur Grafschaft Champagne und war ein Lehen von Chennegy, das zur Vogtei Troyes gehörte. Ab dem 13. Jahrhundert gehörte das Land den Grafen von Messon, die hier eine Kirche und ein Schloss erbauten.

### Bevölkerungsentwicklung
| Jahr                       | 1962 | 1968 | 1975 | 1982 | 1990 | 1999 | 2006 | 2016 |
| Einwohner                  | 200  | 188  | 205  | 258  | 302  | 297  | 402  | 469  |
| Quellen: Cassini und INSEE |      |      |      |      |      |      |      |      |

## Verkehr
Durch die Gemeinde verläuft die Autobahn A5.

## Sehenswürdigkeiten
- Château de Messon
- Ruine des Château d’Errey
- Kirche St-Pierre-ès-Liens aus dem 16. Jahrhundert

## Persönlichkeiten
- François Coudray (1678–1727), französischer Bildhauer